# Paul Fournel
Paul Fournel, nacido el 20 de mayo de 1947 en Saint-Étienne, es un novelista, ensayista y poeta francés.
Ha sido galardonado con el Prix Goncourt del cuento por su recopilación de cuentos Les Athlètes dans leur tête y con el Prix Renaudot des lycéens en 1999 por su novela Foraine.

## Biografía
Paul Fournel fue alumno de l'École normale supérieure de Saint-Cloud (1968-1972) y es autor de una tesis doctoral titulada Le Guignol lyonnais classique (1808-1878) étude historique, thématique et textuelle d’une forme d’art populaire. Paul Fournel se convierte en editor en la editorial Hachette, en la Encyclopædia Universalis, Honoré Champion, Ramsay (1982-1989), y en Seghers (1989-1992). 
No deja de escribir y de explorar formas nuevas. Es nombrado regente del Collège de Pataphysique y presidente del Oulipo. También preside la Société des gens de lettres entre 1992 y 1996. 

### Novelas y cuentos
- Clefs pour la littérature potentielle, 1972
- L’Équilatère, 1972, Gallimard. Roman
- L’Histoire véritable de Guignol, 1975
- Les petites filles respirent le même air que nous, 1978, recueil de nouvelles
- Les Grosses Rêveuses, 1981
- Les Athlètes dans leur tête, 1988, Ramsay, rééd. Point-Seuil. recueil de nouvelles (adaptado al teatro por el actor André Dussollier en 2006)

Prix Goncourt de la nouvelle 1989, Prix FNAC, Grand Prix de littérature sportive 1988
- Un homme regarde une femme, 1994
- Le Tueur, 1994
- Guignol, les Mourguet, 1995
- Pac de Cro, détective, 1997
- Toi qui connais du monde, 1997, poèmes
- Alphabet gourmand, 1998, avec Harry Mathews et Boris Tissot.
- Foraine, 1999, Seuil. Roman

Prix Renaudot des lycéens, 1999
- Besoin de vélo, 2001, Seuil. Essai
- Poils de Cairote, 2004, Seuil, collection Fiction & Cie
- Les Débuts de la colonie, 2005
- La Table de nain, 2005
- À la ville à la campagne, 2006
- Tables fournelliennes, 2006
- Chamboula, 2007, Éditions du Seuil, roman
- Les Animaux d'amour, 2007, Le Castor astral.
- Les Mains dans le ventre & Foyer jardin, 2008, Actes-Sud, Théâtre
- Méli-Vélo, 2008, Seuil
- Courbatures, 2009, Seuil, recueil de nouvelles
- Manières douces, sous le nom de Profane Lulu, 2010, Dialogues, recueil de nouvelles
- La Liseuse, 2012, P.O.L, roman
- Anquetil tout seul, Seuil, 2012, récit
- Jason Murphy, P.O.L., 2013, roman
- Le Bel Appétit, P.O.L., 2015, poèmes
- Avant le polar, Dialogues.fr Eds, 2016
- Faire Guignol, P.O.L., 2019, roman, ISBN 978-2-8180-2082-1